# Sign Gene
Pour plus de détails, voir Fiche technique et Distribution.
Sign Gene, sous-titré Les Premiers Super-héros sourds (The First Deaf Superheroes), est un film de super-héros américano-nippo-italien réalisé par Emilio Insolera, sorti en 2017.
Il s’agit d’un long métrage sur les super-héros sourds, comprenant six langues dont l’anglais, l’italien, le japonais, la langue des signes américaine, la langue des signes italienne et la langue des signes japonaise.

## Synopsis
L’agent secret de Q.I.A. (QuinPar Intelligence Agency - un centre à New York associé au Pentagone et comprenant des agents mutés de « Sign Gene ») Tom Clerc est sourd comme sa famille depuis plusieurs générations et descendant de Laurent Clerc, figure importante chez les membres de la communauté sourde. Il est vecteur de « SGx29 », une mutation de Sign Gene ultra-puissante, sauf qu’il en a perdu une partie importante de ses pouvoirs pendant le combat avec son propre frère ennemi Jux Clerc, également sourd. Ce dernier appartient à un organisme appelée « 1.8.8.0 » ayant pour mission d’exterminer les porteurs de Sign Gene.
Le chef de Q.I.A. l’envoie avec son collègue Ken Wong à Osaka pour enquêter sur les crimes qui s’avèrent importants. Arrivés là-bas, ils tombent sur un gang japonais et, lors de la bagarre, Tom Clerc retrouve ses pouvoirs qu’il croyait avoir perdus…

## Fiche technique
Sauf indication contraire, les informations mentionnées dans cette section peuvent être confirmées par la base de données cinématographiques IMDb,  présente dans la section « Liens externes ».
- Titre original : Sign Gene
- Titre japonais : サイン・ジーン
- Réalisation et scénario : Emilio Insolera
- Photographie : Hiroshi Vava
- Production : Emilio Insolera
- Production déléguée : Alberto Abruzzese, Benjamin Bahan et Dirksen Bauman
- Société de production : Pluin Productions
- Sociétés de distribution : UCI Cinemas (Italie) et Presidio (Japon)
- Pays de production :  Italie /  Japon /  États-Unis
- Langues originales : anglais, italien[réf. nécessaire], japonais, langue des signes américaine, langue des signes italienne[réf. nécessaire] et langue des signes japonaise
- Format : couleur - HDCAM
- Genre : superhéros
- Durée : 70 minutes
- Dates de sortie :
  - Italie : 8 septembre 2017 (avant-première mondiale à Milan) ; 14 septembre 2017 (sortie nationale)
  - États-Unis : 13 avril 2018
  - Japon : 14 septembre 2018

## Distribution
- Emilio Insolera : Tom Clerc, le mutant sourd aux pouvoirs surhumains, descendant de Laurent Clerc
- Carola Insolera : Kate Massieu, la pionnière de l'éducation sourde, descendante de Jean Massieu
- Ben Bahan : Hugh Denison, le chef de QuinPar Intelligence Agency (QIA), descendant de James Denison
- Humberto Insolera : Jux Clerc, le frère sourd de Tom
- Hiroshi Vava : Tatsumi Fuwa, le chef du gang japonais
- Danny Gong : Ken Wong, le collègue de Tom Clerc au QuinPar Intelligence Agency
- Noboru « The Bodyguard » Kurakawa : le garde du corps personnel de Tatsumi Fuwa

## Production
À l’origine, Sign Gene est un projet de court métrage mais il suscite un tel intérêt, avec des personnes volontaires, que cela motive le réalisateur Emilio Insolera à réécrire le scénario pour en faire un long métrage. En cours d'écriture, il s’inspire des films Grindhouse de Quentin Tarantino et Robert Rodriguez. Pour la distribution des rôles, il cherche des « signeurs » de naissance maîtrisant parfaitement la langue des signes,.
Le tournage a lieu au Japon, aux États-Unis et en Italie.

## Accueil

### Avant-première et sorties

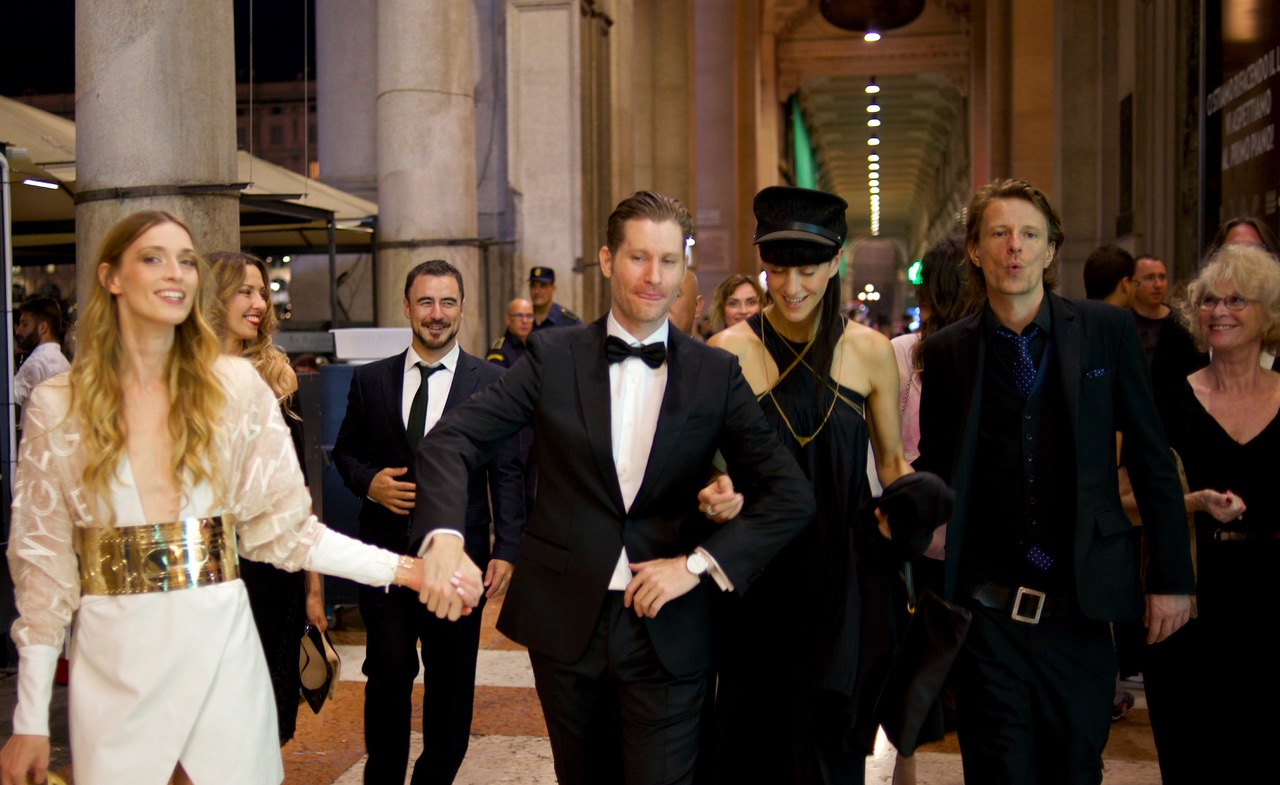
Emilio Insolera, Carola Insolera, Esther Perbandt, Alexander Scheer, Maria Cristina, Drovetta Insolera et Danyk Amyot à l’avant-première mondiale de Sign Gene à Milan

Sign Gene est présenté le 8 septembre 2017 en avant-première mondiale à Milan, avant sa sortie nationale le 14 septembre 2017 en Italie où il est distribué par UCI Cinemas. Il sort ensuite ailleurs dans le monde, notamment dans les pays coproducteurs : aux États-Unis le 13 avril 2018 et au Japon le 14 septembre 2018.

### Accueil critique
Lucia Bellaspiga du journal italien Avvenire note que le film pourrait attirer « des jeunes générations habituées au langue fulgurante et psychédélique des jeux vidéo ou des dessins animés japonais » (« (…) piacerà ai più giovani, avvezzi al linguaggio rapido e psichedelico dei videogiochi o dei cartoons giapponesi »)